# Calciatore sudamericano dell'anno 1983
Il premio di calciatore sudamericano dell'anno per il 1983 fu assegnato a Sócrates, calciatore brasiliano del Corinthians.

## Classifica
| Pos. | Calciatore        | Naz.      | Club                 |
| ---- | ----------------- | --------- | -------------------- |
| 1.   | Sócrates          | Brasile   | Corinthians          |
| 2.   | Ubaldo Fillol     | Argentina | Argentinos Juniors   |
| 3.   | Éder              | Brasile   | Atlético Mineiro     |
| 4.   | Fernando Morena   | Uruguay   | Peñarol              |
| 5.   | Víctor Diogo      | Uruguay   | Peñarol              |
| 6.   | Ricardo Gareca    | Argentina | Boca Juniors         |
| 7.   | Rodolfo Rodríguez | Uruguay   | Santos               |
| 8.   | Carlos Aguilera   | Uruguay   | Nacional             |
| 9.   | Júnior            | Brasile   | Flamengo             |
| 10.  | Jorge Aravena     | Cile      | Universidad Católica |
| 10.  | Rubén Paz         | Uruguay   | Peñarol              |